# ジョン・コレット
ジョン・コレット（John Colet、1467年1月 – 1519年9月16日）は、イギリスの聖職者、神学者。
ルネサンスのヒューマニスト、神学者、ワーカーズ・オブ・マーサーズ・カンパニーのメンバー、ロンドンのセント・ポール大聖堂の参事会長であった。 聖書を人生指南書として解釈する道を開き、キリスト教の活性化を図った。 イタリアの新プラトン主義者フィチーノの下で、プラトンの哲学をキリスト教に導入する方法を学んだ。ヒューマニズムと宗教改革を結びつけたキリスト教的ヒューマニズムを代表する一人。 同じくキリスト教的ヒューマニズムのエラスムスとも親交があった。